# Gornji Detlak
Gornji Detlak är ett samhälle i Bosnien och Hercegovina.   Det ligger i entiteten Republika Srpska, i den centrala delen av landet, 130 km norr om huvudstaden Sarajevo. Gornji Detlak ligger 166 meter över havet och antalet invånare är 604.
Terrängen runt Gornji Detlak är platt. Närmaste större samhälle är Kalenderovci Donji, 3,9 km norr om Gornji Detlak. 
Omgivningarna runt Gornji Detlak är en mosaik av jordbruksmark och naturlig växtlighet. Runt Gornji Detlak är det ganska tätbefolkat, med 67 invånare per kvadratkilometer.